# Mundopa pallida
Mundopa pallida är en insektsart som först beskrevs av Walker 1857.  Mundopa pallida ingår i släktet Mundopa och familjen kilstritar. Inga underarter finns listade i Catalogue of Life.